# Cá voi minke Nam Cực
Cá voi minke Nam Cực (danh pháp hai phần: Balaenoptera bonaerensis) là một loài cá voi trong họ Balaenopteridae. Cá voi minke Nam Cực sinh sống ở Nam Bán Cầu.

## Hình ảnh

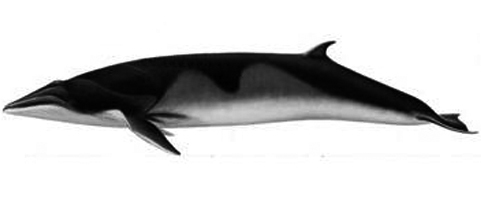
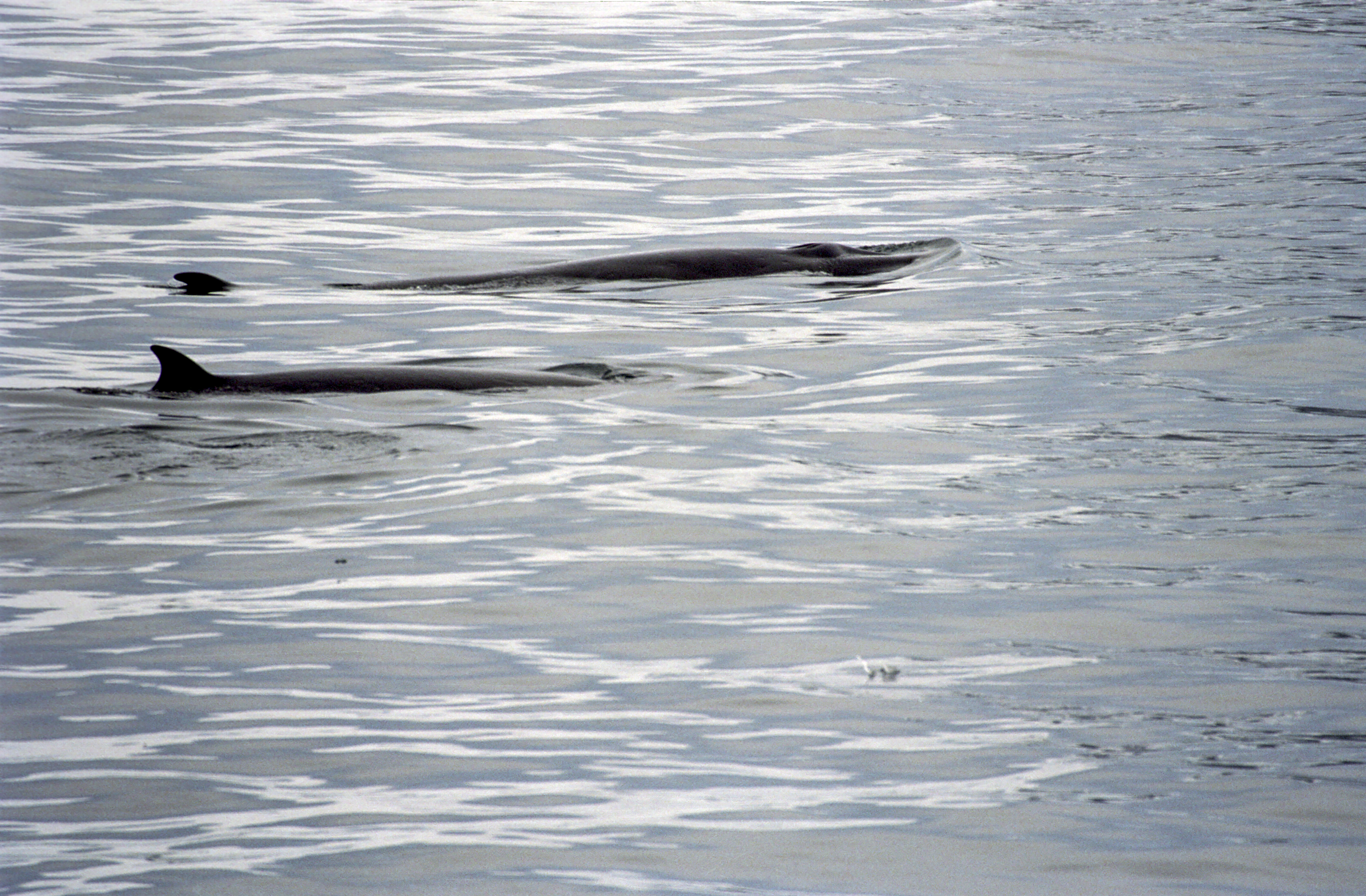
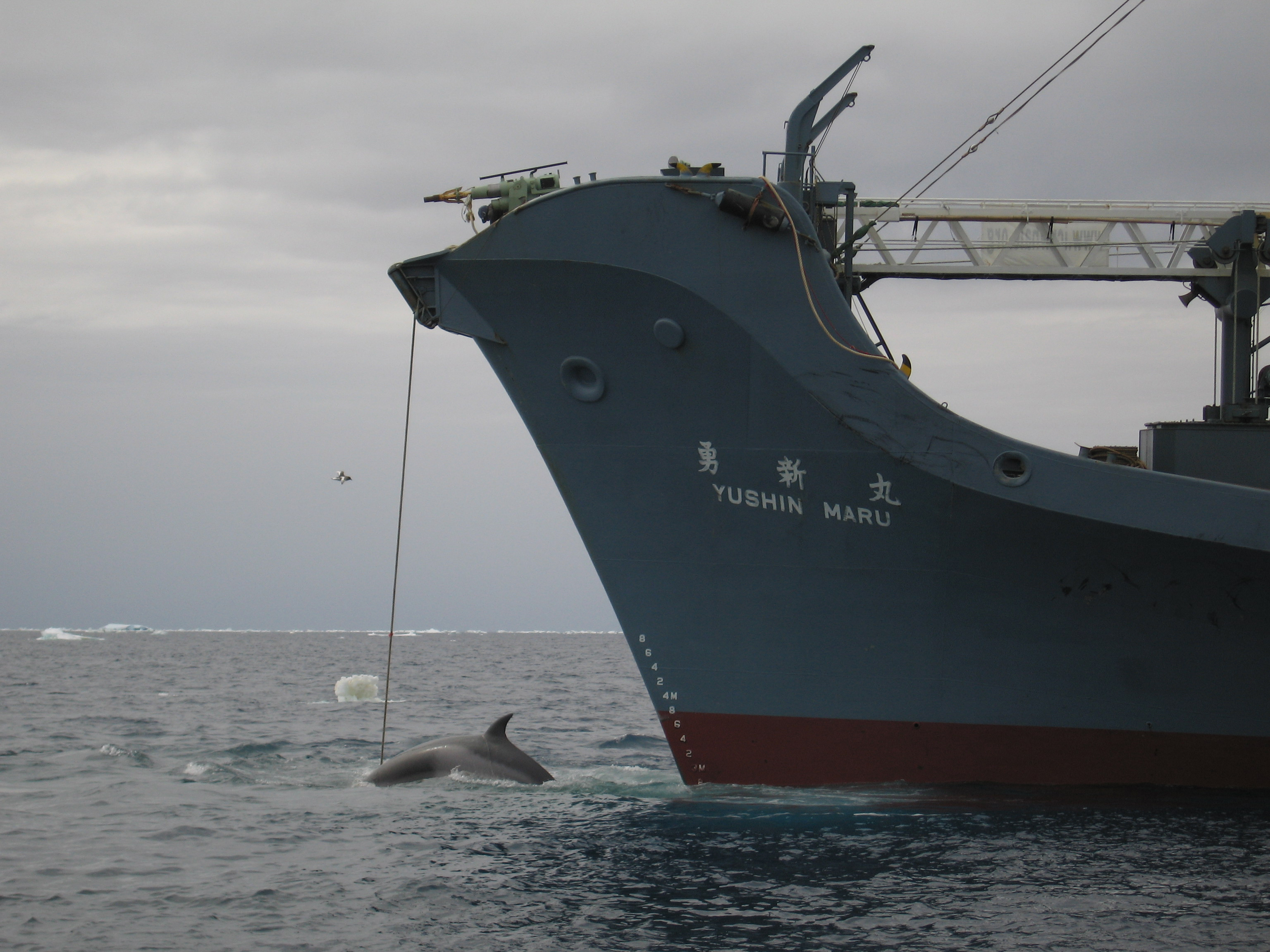
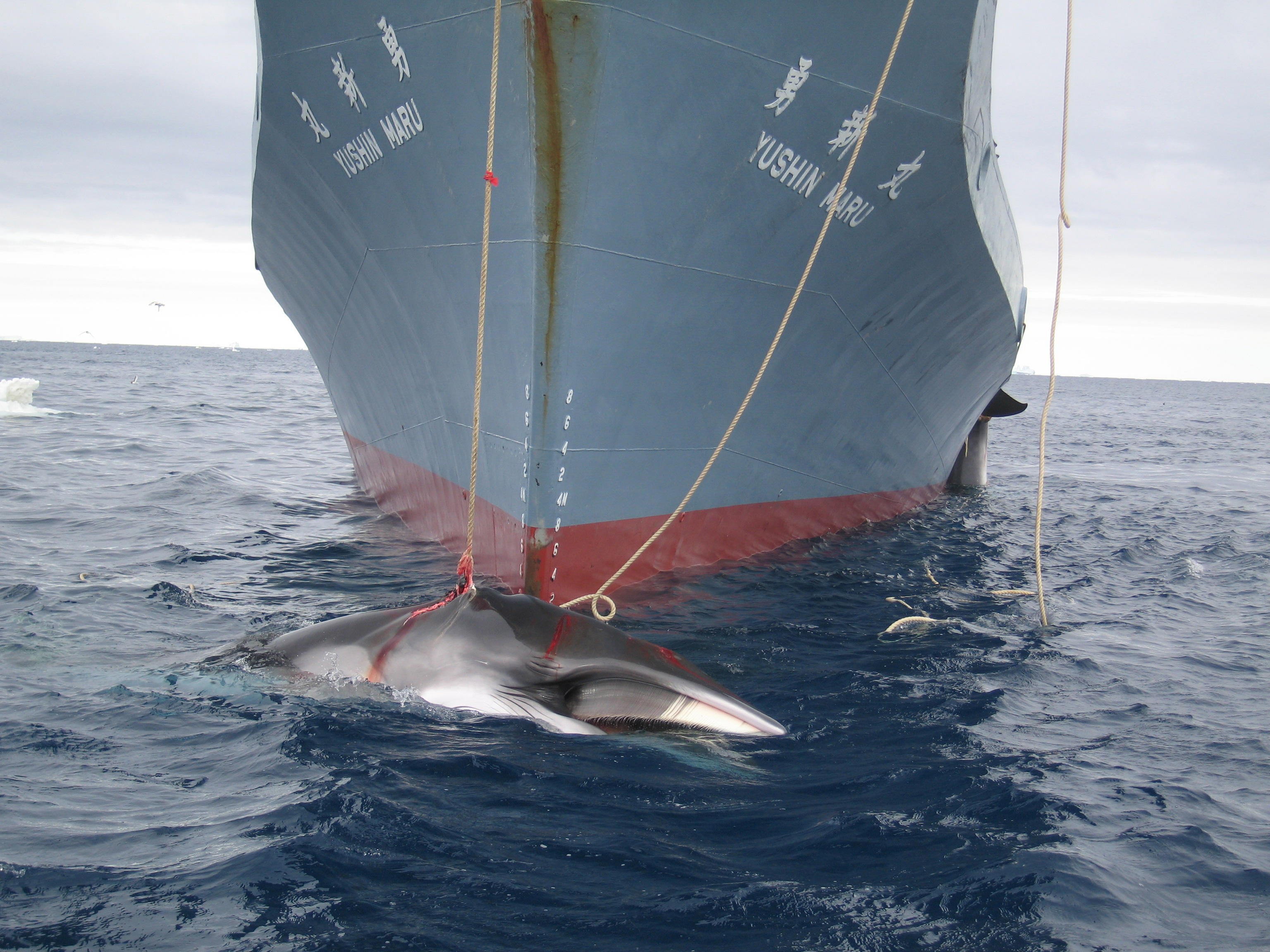

## Mô tả
Cá voi minke ở Nam Cực là một trong những cá voi minke nhỏ nhất, và một trong các loài cá voi tấm sừng hàm nhỏ nhất. Trong số các cá voi minke, cá voi minke nhìn chung là nhỏ hơn, và giữa các cá voi, cá voi đầu bò lùn cũng nhỏ hơn. Phạm vi chiều dài từ 7,2 m (24 ft) lên 10,7 m (35 ft) và cân nặng từ 5,8 đến 9,1 tấn. Trung bình, con cái dài hơn khoảng 1 mét (3 ft 3 in) so với con đực. Con non mới đẻ dài khoảng từ 2,4 m (7 ft 10 in) đến 2,8 m (9 ft 2 in).
Lưng màu xám đen và bụng màu trắng.

## Phân bố
Cá voi minke Nam Cực sinh sống tất cả các đại dương ở Nam bán cầu. Phạm vi mùa hè gần Nam Cực, nhưng nó di chuyển về phía bắc vào mùa đông, chồng chéo phạm vi với dạng lùn của cá voi mike thông thường.